# Beeldenpark Villa Celle

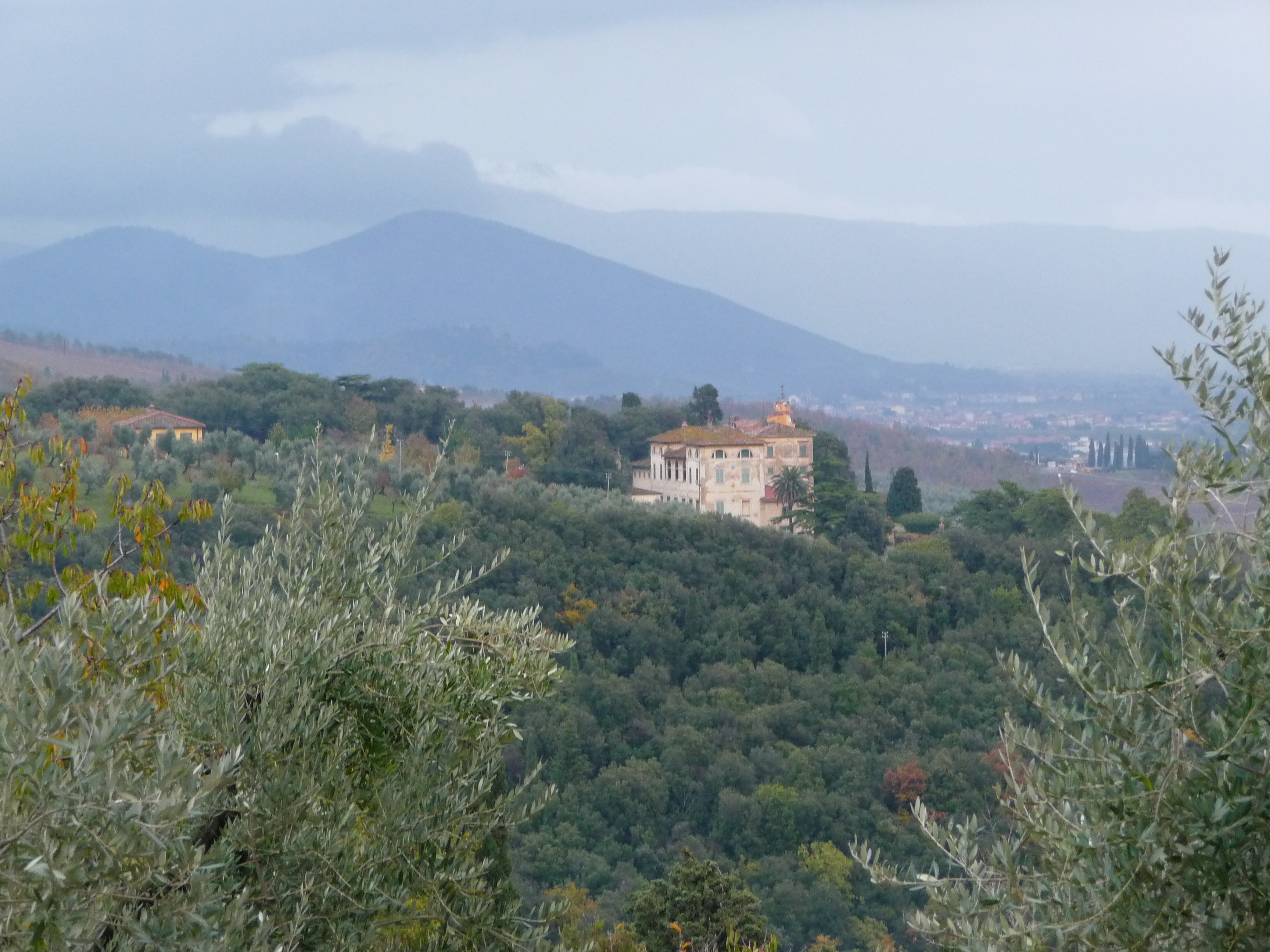
Villa Celle en park

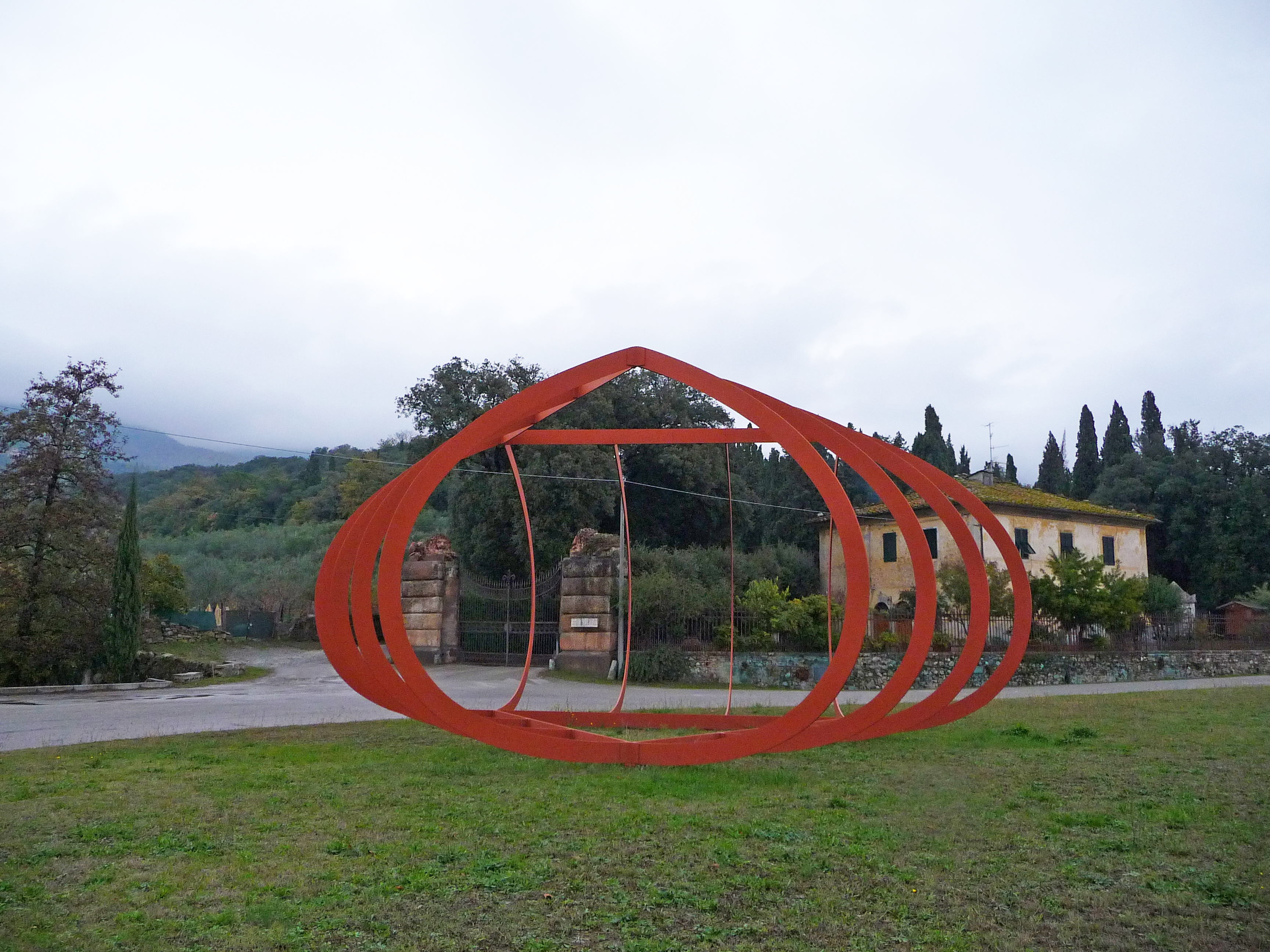
Het beeldenpark bij de Villa Celle

Beeldenpark Villa Celle is een beeldenpark in Santomato di Pistoia bij de stad Pistoia in Italië.
De beeldencollectie (Collezione Gori), die in het park en de Fattoria di Celle wordt getoond, is in 1980 gestart door 
Giuliano Gori bij de Villa Celle en toont een breed overzicht van moderne en hedendaagse beeldhouwkunst, installatiekunst en land art van Italiaanse en internationale kunstenaars.

## De collectie

### Parco all'inglese
- Alice Aycock : Le reti di Salomene (1982)
- Roberto Barni : Servitori muti (1988)
- Alberto Burri : Grande ferro Celle (1986)
- Enrico Castellani : Enfitensi II (1987)
- Fabrizio Corneli : Grande estruso (1987/88)
- Stephen Cox : Mago (1991/93)
- Jean-Michel Folon : L'albero dai frutti d'oro (2002)
- Michel Gerard: Cellsmic (1990)
- Dani Karavan : Linea 1-2-3 (1982/89)
- Joseph Kosuth : Modus Operandi Celle (1987)
- Olavi Lanu : Le 3 pietre (1985)
- Sol LeWitt :  Cubo senza cubo (1986/88)
- Richard Long : Cerchio di erba (1985)
- Fausto Melotti : Tema e variazioni II (1981)
- Robert Morris : Labirinto (1982)
- Robert Morris en Claudio Parmeggiani : Melancolia II (2002)
- Hidetoshi Nagasawa : Iperuranio (1996)
- Max Neuhaus : Sound Installation (1983)
- Dennis Oppenheim : Formula Compound (1982)
- Marta Pan : Scultura fluttuante Celle (1990)
- Beverly Pepper : Spazio teatro Celle, Omaggio a Pietro Porcinai (1987/92)[1]
- Anne en Patrick Poirier : La morte di Efialte (1982)[2]
- Ulrich Rückriem : Senza titolo (1982)
- Richard Serra : Open Field Vertical Elevations (1982)
- Susana Solano : Acotacion (1990)
- Giuseppe Spagnulo : Daphne (1987/88)
- Mauro Staccioli : Scultura Celle (1982)
- George Trakas : Il sentiero dell'amore (1982)

### Fattoria de Celle
- Magdalena Abakanowicz : Katarsis (1985)
- Frank Breidenbach en A.R. Penck: Centro Spirituale (1995/97)
- Ian Hamilton Finlay : Il bosco virgiliano (1985)
- Bukichi Inoue : Il mio buco nel cielo (1985/89)
- Eliseo Mattiacci : Le vie del cielo e Ordine Cosmico (2000)
- Robert Morris : Il caduti ed i alvati (2000)
- Jaume Plensa : Gemelli (1998)
- Alan Sonfist : Cerchi del tempo (1987/90)
- Daniel Spoerri : Reonstruction de la Chambre no. 13 de l'hotel Carcassone